# 筹辽硕画
《筹辽硕画》，是明代程开祜编撰的编年体史书。全书共46卷
程开祜，字仲秩，天都人，事蹟不詳。主要记载万历四十六年 (1618)至泰昌元年(1620)有关辽东长城地区问题的奏疏。